# Odcinek (Opole)
Pour les articles homonymes, voir Odcinek.
Odcinek est une localité polonaise de la gmina de Rudniki, située dans le powiat d'Olesno en voïvodie d'Opole.